# Josep Castells Baró
Josep Castells i Baró (Barcelona, 1970) és un empresari i polític menorquí, diputat al Parlament de les Illes Balears en la IX i la X legislatura.
Llicenciat en dret, treballa com a advocat i assessor d'una empresa d'assessorament a universitats i centres de recerca. Des de 1996 començà a desplaçar-se a Menorca per qüestions de feina fins que el 2006 s'hi establí definitivament. És membre del Cercle d'Economia de Menorca i de la Federació d'Associacions de Pares i Mares de Menorca (FAPMA).
A les eleccions al Parlament de les Illes Balears de 2015 fou elegit diputat dins les llistes de MÉS Per Menorca. A les eleccions al Parlament de les Illes Balears de 2019 fou cap de llista i, de nou, elegit diputat.